# Ian Pooley
Ian Pooley (vlastním jménem Ian Pinnekamp, *1975) je německý hudební producent a DJ s irskými předky. Svoji hudbu komponuje s použitím prvků různých hudebních žánrů. Obecně se dá obecně charakterizovat jako house nebo tech-house s brazilskými vlivy. Také je známý svými techno remixy.
Po dlouhé spolupráci s vydavatelstvím V2 Records, během níž vydal několik úspěšných alb (například Meridian nebo Since Then) založil své vlastní vydavatelství, Pooled Music.

## Diskografie
- The Times (1996, Force Inc.)
- Meridian (1998, V2 Records)
- Since Then (2000, V2 Records)
- Life 06 (2001)
- Excursions (2003)
- Souvenirs (2004, Pooled Music, Ministry of Sound)
- A Subterranean Soundtrack (2005)
- Brazilution Edicao 5.3 (2005)